# Якша (река)
Якша (Мерская) — река в России, протекающая по территории Костромского района Костромской области.
В верхнем и среднем течении носит название Мерская. Берёт начало у деревни Кузовцово. Течёт на запад. Устье реки находится севернее деревни Аганино у озера Борисово (по другим источникам — река Борисовка). Длина реки Якша (Мерская) составляет 16 км.

## Данные водного реестра
По данным государственного водного реестра России относится к Верхневолжскому бассейновому округу, водохозяйственный участок реки — Волга от Рыбинского гидроузла до города Кострома, без реки Кострома от истока до водомерного поста у деревни Исады, речной подбассейн реки — Волга ниже Рыбинского водохранилища до впадения Оки. Речной бассейн реки — (Верхняя) Волга до Куйбышевского водохранилища (без бассейна Оки).
Код объекта в государственном водном реестре — 08010300212110000013218.